# Prefettura di Qamdo
La prefettura di Qamdo o di Chamdo (in cinese: 昌都地区, pinyin: Chāngdū Dìqū; in tibetano: ཆབ་མདོ་ས་ཁུལ་, Wylie: chab-mdo-sa-khul) è una prefettura della regione autonoma del Tibet, in Cina.

## Geografia antropica

### Suddivisioni amministrative
La prefettura è suddivisa in undici contee:
| Mappa | Mappa              | Mappa    | Mappa         | Mappa       | Mappa             | Mappa                    | Mappa            | Mappa          |
| ----- | ------------------ | -------- | ------------- | ----------- | ----------------- | ------------------------ | ---------------- | -------------- |
|       |                    |          |               |             |                   |                          |                  |                |
| #     | Nome               | Hanzi    | Hanyu Pinyin  | Tibetano    | Wylie             | Popolazione (stima 2003) | Superficie (km²) | Densità (/km²) |
| 1     | Contea di Qamdo    | 昌都县   | Chāngdū Xiàn  | ཆབ་མདོ་རྫོང་   | chab mdo rdzong   | 100000                   | 10794            | 9              |
| 2     | Contea di Jomda    | 江达县   | Jiāngdá Xiàn  | འཇོ་མདའ་རྫོང་  | 'jo mda' rdzong   | 70000                    | 13164            | 5              |
| 3     | Contea di Gonjo    | 贡觉县   | Gòngjué Xiàn  | གོ་འཇོ་རྫོང་    | go 'jo rdzong     | 40000                    | 6323             | 6              |
| 4     | Contea di Riwoqê   | 类乌齐县 | Lèiwūqí Xiàn  | རི་བོ་ཆེ་རྫོང་   | ri bo che rdzong  | 40000                    | 6355             | 6              |
| 5     | Contea di Dêngqên  | 丁青县   | Dīngqīng Xiàn | སྟེང་ཆེན་རྫོང་   | steng chen rdzong | 60000                    | 12408            | 5              |
| 6     | Contea di Zhag'yab | 察雅县   | Cháyǎ Xiàn    | བྲག་གཡབ་རྫོང་  | brag g-yab rdzong | 50000                    | 8251             | 6              |
| 7     | Contea di Baxoi    | 八宿县   | Bāsù Xiàn     | དཔའ་ཤོད་རྫོང་  | dpa' shod rdzong  | 40000                    | 12336            | 3              |
| 8     | Contea di Zogang   | 左贡县   | Zuǒgòng Xiàn  | མཛོ་སྒང་རྫོང་   | mdzo sgang rdzong | 40000                    | 11837            | 3              |
| 9     | Contea di Markam   | 芒康县   | Mángkāng Xiàn | སྨར་ཁམས་རྫོང་  | smar khams rdzong | 70000                    | 11576            | 6              |
| 10    | Contea di Lhorong  | 洛隆县   | Luòlóng Xiàn  | ལྷོ་རོང་རྫོང་    | lho rong rdzong   | 40000                    | 8048             | 5              |
| 11    | Contea di Banbar   | 边坝县   | Biānbà Xiàn   | དཔལ་འབར་རྫོང་ | dpal 'bar rdzong  | 30000                    | 8774             | 3              |